# Куда вёл след динозавра
«Куда вёл след динозавра» — двухсерийный телевизионный художественный фильм режиссёра Маргариты Касымовой, снятый по заказу Гостелерадио СССР на киностудии «Таджикфильм» в 1987 году. Телевизионная премьера фильма состоялась 2 мая 1988 года в Москве.

## Сюжет
Три мальчика и девочка пошли в горы искать динозавра, подвергаясь различным приключениям пути. В итоге загадочные следы привели их к искателям сокровищ на дне озера.

## В ролях
- Нигина Мирзаянц — Дильбар
- Ирбек Алиев — Бако
- Прийт Рохумаа — Томас
- Хамза Бердыев — Ориф
- Хабибулло Абдуразаков
- Махамадали Мухамадиев
- Бахтияр Закиров
- Исфандиер Гулямов

## Съёмочная группа
- Режиссёр: Маргарита Касымова
- Сценарист: Аркадий Ковтун
- Оператор: Александр Шабашев
- Композитор: Фируз Бахор (Ахмедов)